# Silverstone Air Service
Silverstone Air Services Limited, que operaba como Silverstone Air, era una aerolínea de propiedad privada en Kenia, autorizada por la Autoridad de Aviación Civil de Kenia con un certificado de operador.

## Ubicación
Las oficinas centrales de Silverstone Air estaban ubicadas en la planta baja, Aerlink House, en Wilson Airport, en el suroeste de Nairobi, la capital y la ciudad más grande de Kenia.

## Descripción general
Silverstone Air era propiedad y era operado por kenianos. La aerolínea fue fundada en 2013. Operaba vuelos regulares, chárter y de carga dentro de Kenia. Los vuelos programados estaban disponibles para Kisumu, Mombasa, Lamu, Eldoret, Malindi, Lodwar, Ukunda.

## Destinos
Desde su  hub en el aeropuerto de Nairobi Wilson, la compañía operaba servicios programados a destinos dentro de Kenia. La aerolínea también operaba vuelos directos de regreso a Mombasa desde el Aeropuerto Internacional de Kisumu.
| País  | Ciudad  | Aeropuerto                    | Notas | Refs              |
| ----- | ------- | ----------------------------- | ----- | ----------------- |
| Kenia | Eldoret | Eldoret International Airport | -     | [ 4 ]             |
| Kenia | Kisumu  | Kisumu International Airport  |       | [ 4 ] [ 5 ]       |
| Kenia | Lamu    | Lamu Airport                  | -     | [ 3 ]             |
| Kenia | Lodwar  | Lodwar Airport                | -     | [ 3 ]             |
| Kenia | Malindi | Malindi Airport               | -     | [ 3 ]             |
| Kenia | Mombasa | Mombasa International Airport | -     | [ 3 ] [ 4 ] [ 5 ] |
| Kenia | Nairobi | Wilson Airport                |       | [ 4 ]             |
| Kenia | Ukunda  | Ukunda Airport                | -     | [ 3 ]             |

## Flota Histórica
La aerolínea durante su existencia operó las siguientes aeronaves: